# Yacht Club royal de Suède
Le Yacht Club royal de Suède ou KSSS (suédois: Kungliga Svenska Segel Sällskapet) est le plus ancien yacht-club de Suède, et l'un des plus anciens yacht-clubs du monde, ayant été créé en 1830. Ses activités comprennent la régate, l'entrainement, l'enseignement de la voile et les activités sociales du club. Le KSSS gère également ses pontons situés dans l'archipel de Stockholm, dans les ports de Saltsjöbaden, Sandhamn et Lökholmen, Djurgården.
Le club participe à différentes courses internationales à la voile, dont la voile aux Jeux olympiques. Il est représenté par l'équipe professionnelle suédoise Artemis Racing dans la Coupe de l'America, les World Series, les Extreme Sailing Series et le Championnat RC44.

## Histoire
Le club est créé en 1830, par des membres de la bourgeoisie de Stockholm souhaitant organiser des régates dans les alentours de la ville. Le club obtient le statut de club royal en 1878.
Dans les années 1920 et 1930, le club s'est fait connaître avec les navigateurs Sven Salén, Erik Åkerlund and Erik Lundberg.

### Quelques cercles étrangers affiliés
- Jockey Club de Paris
- Cercle de l'Union interalliée
- Knickerbocker Club
- Cercle Royal du Parc